# Říše Suej
Říše Suej (čínsky pchin-jinem Suí, znaky 隋) byl čínský stát existující v letech 581–618. Předchůdci říše Suej byly státy Severní Čou (557–581) na severu Číny a Čchen (557–589) na jihu země. Suejští panovníci po staletích rozdělení sjednotili Čínu pod jednou vládou, provedli řadu sociálních a hospodářských reforem a upravili strukturu státní administrativy. Po necelých čtyřech desetiletích trvání se však, v důsledku nákladných státních staveb a neúspěšné války s korejským Kogurjem, země propadla do povstání a anarchie, v níž se říše Suej rozpadla a zanikla. Čínu po několikaleté občanské válce opět sjednotili panovníci nové říši Tchang (618–907).

## Historie
Říši Suej založil roku 581 Jang Ťien (později císař Wen-ti), když z pozice regenta svrhl nezletilého císaře říše Severní Čou. Zprvu ovládal pouze severní Čínu;, roku 589 dobyl jihočínskou říši Čchen a po třech staletích rozdělení opět sjednotil Čínu. Hlavní město ponechal v metropoli Severních Čouů Čchang-anu, přejmenoval ho však na Ta-sing (大興), Velká prosperita. Od roku 605 suejští císaři sídlili v Tung-tu (東都), Východním hlavním městě (moderní Luo-jang).
Císařové Wen-ti (vládl 581–604) a Jang-ti (vládl 604–618) provedli různé reformy, nejvýznamnější bylo zavedení systému stejných polí, ve snaze o zmírnění sociálních nerovností a zvýšení produktivity zemědělství; uspořádání centrálních úřadů v systému tří kanceláří a šesti ministerstev; a standardizace a opětovné sjednocení výroby mincí. Také podporovali šíření buddhismu. V polovině svého trvání sjednocená říše vstoupila do zlatého věku prosperity s bohatými zemědělskými přebytky, které umožňovaly vysoký růst populace.
Trvalým dědictvím suejské doby byl Velký kanál. S východním hlavním městem Luo-jangem v centru dopravní sítě, umožnil spojení západnější metropole Ta-singu (Čchang-anu) s hospodářskými a zemědělskými středisky východu směrem k Chang-čou, i severním pohraničím u moderního Pekingu. Počátečními motivy pro stavbu kanálu byla přeprava obilí do hlavního města, a vojáků a vojenských potřeb do regionů; ve výsledku však poskytl spolehlivé dopravní spojení, které i po pádu říše Suej po celá staletí usnadňovalo a povzbuzovalo vnitřní obchod, pohyb osob i kulturní výměnu. Spolu s obnovou a výstavbou Velké čínské zdi a výstavbou Východního hlavního města (Luo-jangu), patřilo vybudování Velkého kanálu k megaprojektům sungské éry, umožněným a řízeným účinnou centralizovanou byrokracií, která k jejich uskutečnění shromáždila miliony pracovníků.
Přes růst populace byly rozsáhlé státní stavby pro obyvatelstvo velkou zátěží, a po neúspěchu neméně nákladných vojenských tažení (v letech 612–614) proti korejskému království Kogurjo vypukla v zemi rolnická povstání a říše se rozpadla v občanské válce. V průběhu 20. let 7. století Čínu opětovně sjednotili příbuzní suejských císařů, kteří vyhlásili říši Tchang (618–907).
Suejský stát je často srovnáván s dřívějším sjednocením Číny pod říší Čchin; v obou případech došlo ke sjednocení Číny po dlouhé době rozdělení a v obou případech se po krátké době říše rozpadla v občanské válce, aby byla vzápětí opět spojena úspěšnějšími a trvalejšími režimy Tchangů, resp. Chanů.